# 體育日本

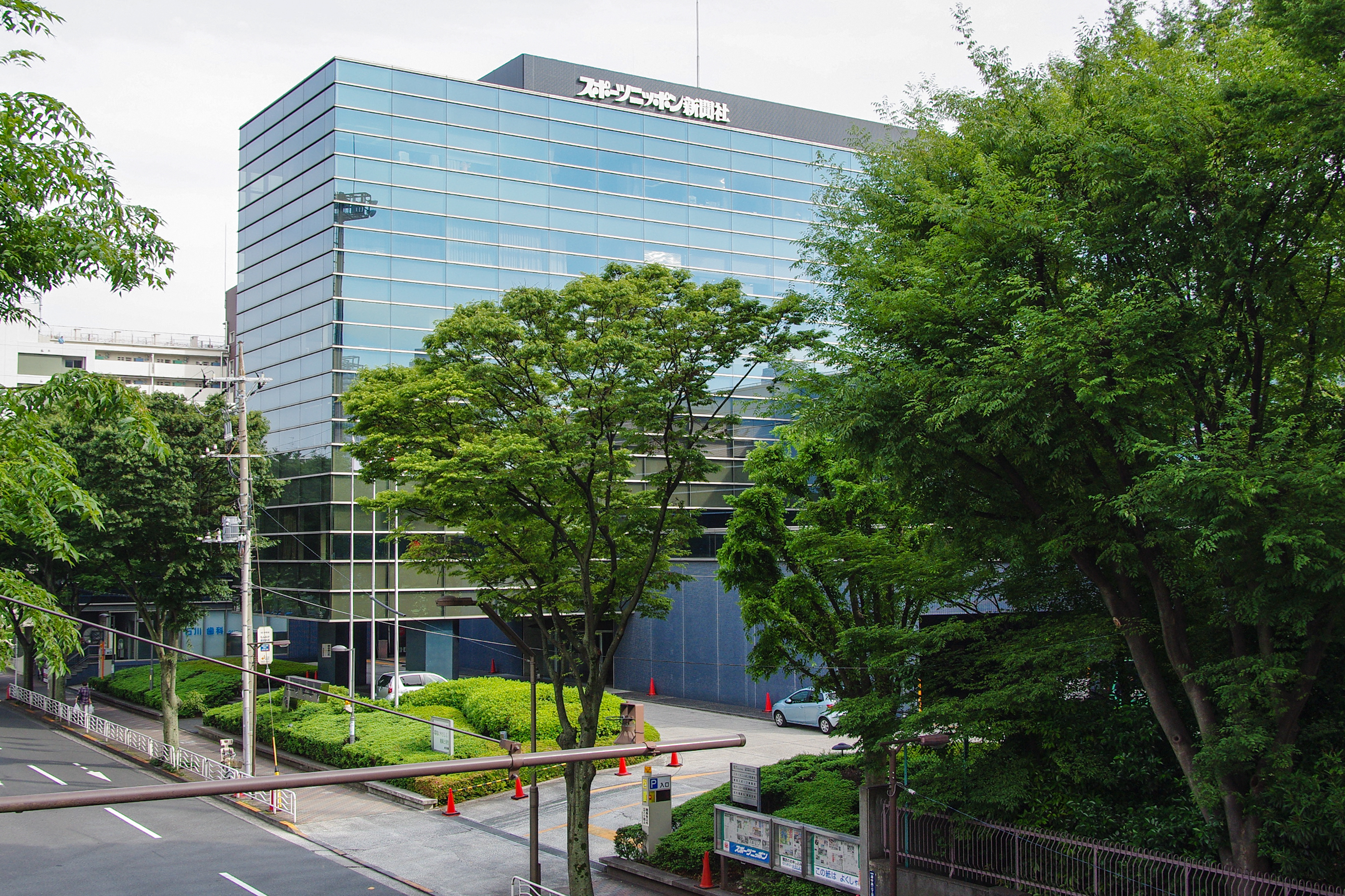
體育日本本社

《體育日本報》（スポーツニッポン；Sports Nippon），華語圈民間又稱“運動日本”，經常簡稱為（Sponichi，體日），是日本一份由「株式會社體育日本新聞社」發行的體育娛樂報，1949年2月1日創刊於大阪，次年3月6日創立東京支社，開始在東京發刊。目前該報的發行量僅次于《體育報知》，是日本第二大體育報。
體育日本新聞社是每日新聞社的關聯企業，目前與每日新聞社同為每日新聞集團控股旗下子公司。

## 外部連結
- 體育日本 （页面存档备份，存于）